# Trofeo Castelnuovo Val di Cecina
Le Trofeo Castelnuovo Val di Cecina - Memorial Licio Fusi est une course cycliste italienne disputée au mois d'août à Castelnuovo di Val di Cecina, en Toscane. Créée en 2010, elle est organisée par l'Associazione Ciclistica Capannolese.
Durant son existence, cette épreuve est réservée aux coureurs espoirs (moins de 23 ans) ainsi qu'aux élites sans contrat. 

## Palmarès
| Année | Vainqueur          | Deuxième          | Troisième          |
| ----- | ------------------ | ----------------- | ------------------ |
| 2010  | Davide Mucelli     | Carlos Quintero   | Antonio Parrinello |
| 2011  | Vincenzo Ianniello | Matteo Gozzi      | Winner Anacona     |
| 2012  | Luca Benedetti     | Marco Zamparella  | Ilya Gorodnichev   |
| 2013  | Evgeniy Krivosheev | Luca Benedetti    | Alessio Casini     |
| 2014  | Alberto Nardin     | Alberto Marengo   | Jacopo Mosca       |
| 2015  | Alex Turrin        | Danilo Celano     | Luis Gómez         |
| 2016  | Daniel Savini      | Cristian Raileanu | Claudio Longhitano |